# Live from London (iTunes EP)
Live from London Welsh es cantautor Duffy, el segundo EP. Fue grabado en vivo en Londres y que fue puesto en libertad después de su debut PE Aimee Duffy y unos pocos meses antes de su debut # 1 Platino álbum Rockferry. 
El PE incluye dos de sus sencillos, "Rockferry" y "Mercy".

## Lista de canciones
Todas las pistas realizadas y grabado en directo en Londres.
1. "Mercy"
2. "Tomorrow"
3. "Rockferry"
4. "Breaking My Own Heart"

## Posicionamiento
| Año  | País        | Nombre de las listas | Posición |
| ---- | ----------- | -------------------- | -------- |
| 2008 | Reino Unido | iTunes Album Chart   | 2        |

El 24 de mayo, después de la deserción escolar de los 100 mejores álbumes, que volvió a entrar en el número 100. Hasta la fecha, el PE digital ha vendido lo suficiente como para ser certificado Oro por la BPI.
- Datos: Q5977427